# ریشنگلز
ریشنگلز (به انگلیسی: Rishangles) یک روستا و محله مدنی در بریتانیا است که در Mid Suffolk واقع شده‌است. ریشنگلز ۸۰ نفر جمعیت دارد.